# Santa Fe (Texas)
Santa Fe és una població dels Estats Units a l'estat de Texas. Segons el cens del 2000 tenia 9.548 habitants.

## Demografia
Segons el cens del 2000, Santa Fe tenia 9.548 habitants, 3.492 habitatges, i 2.727 famílies. La densitat de població era de 263,5 habitants per km².
Dels 3.492 habitatges en un 37,6% hi vivien nens de menys de 18 anys, en un 62,5% hi vivien parelles casades, en un 11,6% dones solteres, i en un 21,9% no eren unitats familiars. En el 18,4% dels habitatges hi vivien persones soles el 7,5% de les quals corresponia a persones de 65 anys o més que vivien soles. El nombre mitjà de persones vivint en cada habitatge era de 2,73 i el nombre mitjà de persones que vivien en cada família era de 3,1.
Per edats la població es repartia de la següent manera: un 28,1% tenia menys de 18 anys, un 7,9% entre 18 i 24, un 29,1% entre 25 i 44, un 23,9% de 45 a 60 i un 11,1% 65 anys o més.
L'edat mediana era de 36 anys. Per cada 100 dones de 18 o més anys hi havia 93,8 homes.
La renda mediana per habitatge era de 47.550 $ i la renda mediana per família de 54.253 $. Els homes tenien una renda mediana de 40.445 $ mentre que les dones 27.188 $. La renda per capita de la població era de 20.396 $. Aproximadament el 4,8% de les famílies i el 6,5% de la població estaven per davall del llindar de pobresa.

## Poblacions més properes
El següent diagrama mostra les poblacions més properes.